# Jac Leirner

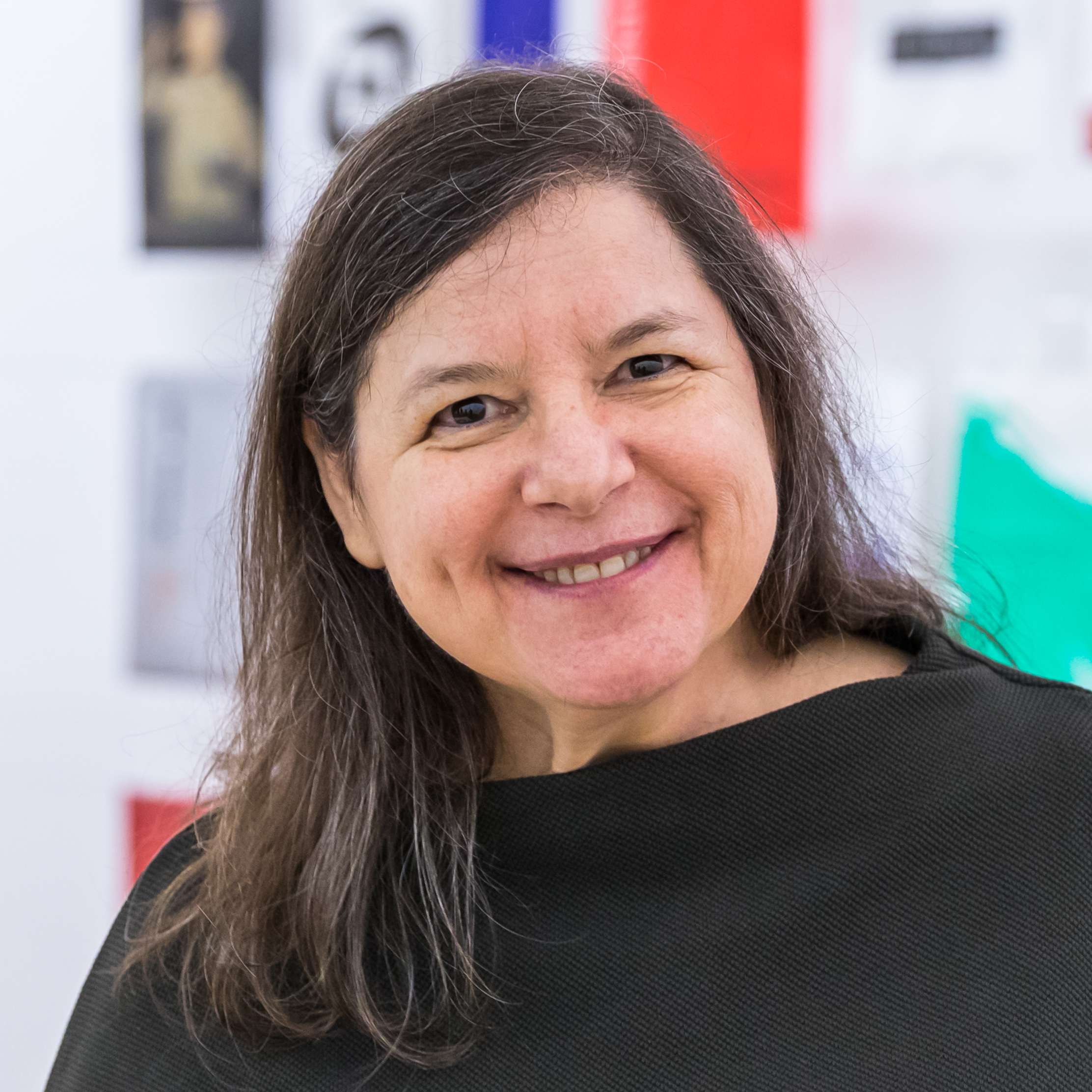
Jac Leirner, 2019

Jacqueline Leirner, conhecida como Jac Leirner, é uma artista plástica brasileira. Nasceu em 1961 na cidade de São Paulo, onde vive e trabalha. Sua obra dialoga com as principais tendências da chamada arte conceitual.

## Biografia
Formou-se em artes plásticas em 1984, pela Fundação Armando Álvares Penteado (Faap), onde lecionou entre 1987 e 1989. Em 1991, atuou como artista residente no Walker Art Center, em Minneapolis, nos Estados Unidos. No mesmo ano, na Inglaterra, foi professora convidada da Universidade de Oxford e artista residente no Museu de Arte Moderna da mesma cidade. 

## Obra
Sua poética baseia-se em uma longa coleta de objetos comuns (maços de cigarros, cédulas de dinheiro, frases, sacolas de plástico, etc.) freqüentemente ligados ao universo do consumo. A partir desse colecionismo, ela atribui novos significados aos objetos coletados por meio da sua reelaboração e exposição em um contexto de arte (apropriação). Esse procedimento desestetizante - não busca o belo - certamente foi influenciado pelo ready-made de Marcel Duchamp.

## Abordagens críticas
Tadeu Chiarelli assim se refere à artista: (...) Leirner age como uma colecionadora, ou melhor, como uma arqueóloga especial, preocupada com as tipologias de alguns objetos que a interessam pelo que eles possuem de comum entre si e pelas relações - afetivas ou não - que a artista mantém com os mesmos. 
Retirando-os do circuito do consumo - matando-os, pode-se dizer -, numa primeira etapa, Leirner apenas os deixa em progressivo acúmulo em algum lugar do ateliê por meses, às vezes anos. Mortos porque desprovidos da função original, num certo momento Leirner resolve vivenciá-los de novo, e aí começaria a segunda etapa de seu processo..
Guy Brett, por sua vez, assim se refere à artista: (...) Eu descrevi JL como quem emprega uma ´estratégia escultural´, no sentido de trabalhar com as propriedades físicas das coisas. Mas é na palavra ´estratégia´ que está a diferença importante. Ela não está juntando coisas para chegar a uma imagem finita e preexistente, ou a uma sensação estética ´abstrata´. Seu trabalho faz tais formalismos parecerem desnecessariamente limitados e estreitos, como antigos protocolos e etiquetas. Junto com uma série de outros artistas hoje, Jac Leirner propõe uma nova definição da poética, um tipo de intervenção que modifica os padrões de espaço e tempo em que nós, e os objetos, nos movemos. Uma nova maneira pela qual a vida pode vitalizar a arte ou a arte revelar a vida".
Por fim, Paulo Herkenhoff comenta a respeito de sua obra: (...)  Deslocados, os objetos purgam a disfunção. São até quatro ou cinco anos de silêncio. É o tempo processual de depuração de qualidades até sua deturpação em arte. ´A partir da escolha, já não tenho mais escolhas´, diz a artista. O fato consumado nessa vontade ´objetual´, vizinha da vontade matérica bachelardiana, encontra Jac Leirner aberta a operações fenomênicas. Despregar as coisas das grandes idéias, anular suas conotações, buscar o que é próprio de cada coisa até o momento epifânico da obra de arte.

## Residências e Exibições
Exibições solo (selecionadas)
- 2014 Centro Atlántico de Arte Moderna, Las Palmas de Gran Canaria
- 2012 Yale School of Art
- 2011 Centre d’Art de Saint Nazaire, France e Estação Pinacoteca do Estado de São Paul
- 2004 Miami Art Museum
- 1999 Museu de Arte Moderna de São Paulo
- 1993 Centre d’Art Contemporain Geneva

Exibições em grupo (selecionadas)
- 1997 47ª Bienal de Veneza
- 1992 dOCUMENTA (IX), Kassel
- 1991 Residência e exibição no Walker Art Center, Minneapolis e no Museum of Modern Art, Oxford
- 1990 44ª Bienal de Veneza
- 1989 Bienal de São Paulo
- 1983 Bienal de São Paulo